# 神村共住
神村 共住（かみむら ともすみ）は、日本の電気・電子工学者。大阪工業大学工学部電子情報システム工学科教授。工学博士（大阪大学）。大阪大学レーザー科学研究所招へい教授（兼務）。フォトポリマー学会第36回国際フォトポリマーコンファレンス（レジスト除去技術部門B4-02）座長。
専門は、光工学・光量子科学、レーザー工学（特に高出力レーザ）・光エレクトロニクス。

## 経歴
1995年大阪工業大学工学部電子工学科を卒業。2000年大阪大学大学院工学研究科電気工学専攻博士課程修了、工学博士（大阪大学）。その後、大阪工業大学工学部電子工学科准教授などを経て、現在、同学部電子情報システム学科教授、学科長。
主な所属は、レーザー学会、国際光工学会(SPIE)、フォトポリマー学会、電気学会、日本物理学会、応用物理学会。主な受賞は、Best Poster Award(Annual Symposium on Optical Materials for High Power Lasers)など。主な著書は、「光学薄膜の最適設計・成膜技術と膜厚・膜質・光学特性の制御」(共著、技術情報協会2013、学術書）。

## 主な研究
- 赤外領域高出力レーザー耐性光学薄膜形成装置の開発 - 2020年度戦略的基盤技術高度化支援事業（サポイン）に採択[5]
- 世界初の非線形吸収を利用した光学材料の非破壊評価レーザ損傷耐力技術の開発[6]
- 透明セラミックレーザー媒質を用いた次世代高性能レーザー光源の開発
- 紫外域・高出力レーザー用高性能光学薄膜の開発
- 半導体製造における環境負荷低減を目指したレーザーを用いた地球にやさしいレジスト剥離技術の開発

主な国際会議での発表は、
- 「Enhancement of Fused Silica Laser Damage Resistance using Magnetic Field-Assisted Finishing」

国際会議 SPIE Laser Damage Symposium 2018（コロラド）
- 「Study on Tool Motion during Magnetic Field-Assisted Finishing on Fused Silica Laser Optics」

45th International Conference and Expo on Advanced Ceramics and Composites 2021（オンライン）
また、電気・電子工学啓蒙の対外活動として、科学技術振興機構(JST)主催「日中大学フェア&フォーラムin CHINA」2018日本技術展（広州）に、「レーザー用光学素子の接合技術」を出展し、日中間での学術交流に貢献している
。